# بورصة طوكيو

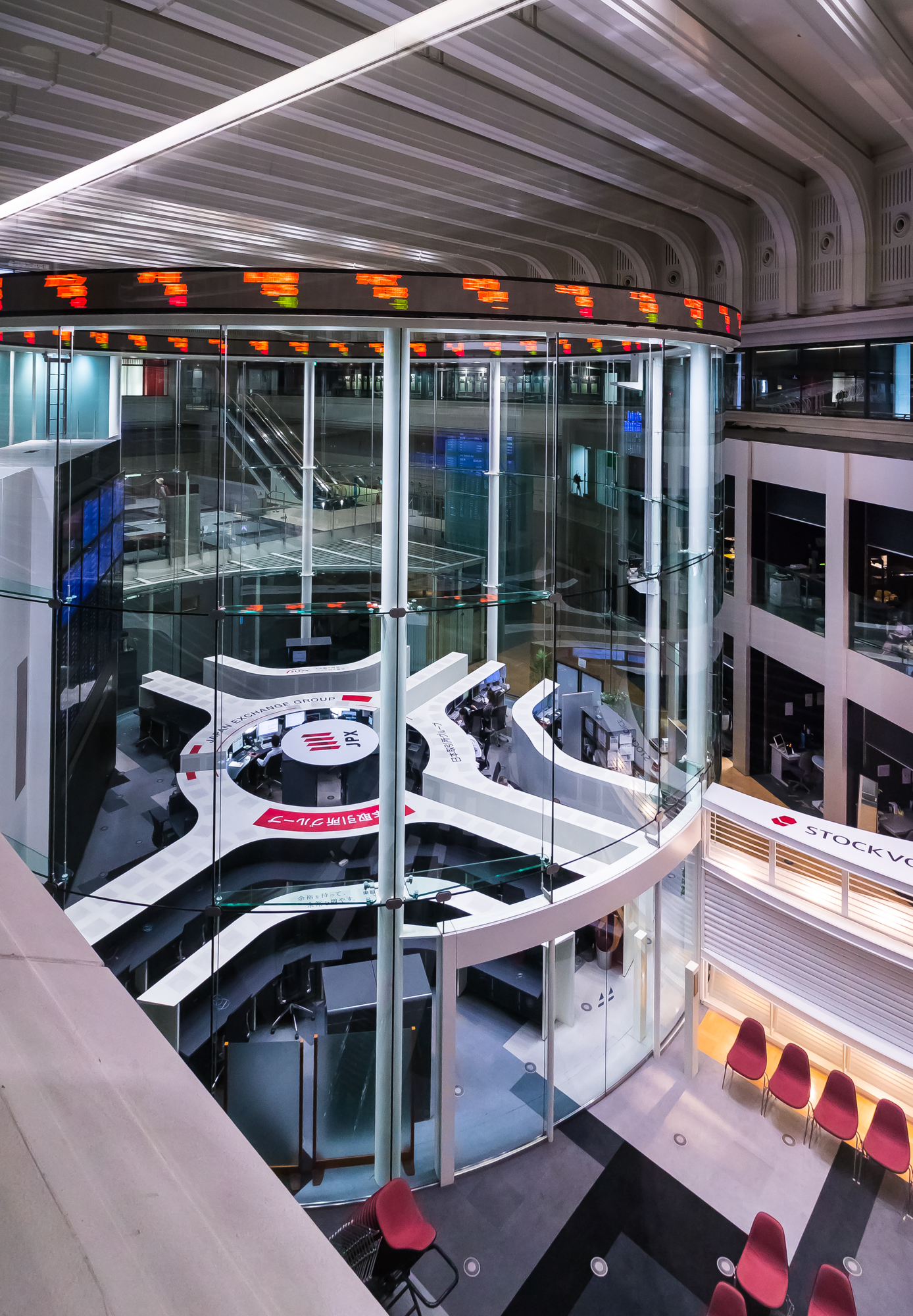
الطابق الرئيسي في البورصة.

بورصة طوكيو (بالإنجليزية: Tokyo Stock Exchange)‏ تأسست في طوكيو، باليابان ، في 15 مايو ، 1878 وهي ثاني أكبر سوق أوراق مالية في العالم من حجم النقد الموجود في طوكيو، وهو الثاني فقط في بورصة نيويورك. وحالياً هناك 2271 شركة محلية مسجلة بها و31 شركة أجنبية، وبلغ مجموع رؤوس الأموال أكثر من 4 تريليون دولار.
بورصة طوكيو أو بورصة كـابوتوشو (بالإنجليزية: Kabuto-cho)‏
كما يطلق عليها نسبة لإسم الشارع المتواجد فيه كذلك، وقد وضـعت حسب إحصائيات عام 1990 في المرتبة الأولى عالمياً من حيث حجم التداول والذي وصل إلى 3 مليارات دولار أي 40 % من مجموع التداول العالمي، وهو رقم ضخم جداً كما تمثل سوقاً لـ 130 % من الإنتاج القومي الخام الياباني.
وتقوم حاليا دراسة من قبل إدارة بورصة طوكيو من اجل الاندماج مع بورصة اوساكا بحلول عام 2013 لمواجهة الركود في الأسواق المالية .

## التاريخ
تاريخ ما قبل الحرب
تم تأسسيس تداول الأسهم في طوكيو في 15 من شهر مايو سنة 1878 تحت اشراف ساسكي اوهايو وأوكوما شيغينوبو وزير المالية في الوقت ذاك
بدأ تداول الأسهم في الأول من يوليو في عام 1878.

## وصلات خارجية
- البورصة من موقع بوابة المجتمع المحلي لبيت باشوط
- موقع الاتحاد نت